# Indie Cindy
Indie Cindy es el quinto álbum de estudio de la banda estadounidense de rock alternativo Pixies, publicado el 19 de abril de 2014. Es el primer álbum de la banda desde Trompe le Monde de 1991, además, es el primer disco de Pixies que no incluye a la bajista Kim Deal.
Este álbum combina todas las canciones que la banda lanzó en sus EPs de 2013 y 2014 —EP1, EP2 y EP3—, que fueron grabados y producidos en 2012 por Gil Norton, quien produjo los anteriores álbumes Doolittle, Bossanova y Trompe le Monde.
Diez días antes del lanzamiento oficial del disco, publicaron una edición limitada en vinilo para el Record Store Day de 2014. Estas copias incluyen un sencillo de siete pulgadas de «Women of War».

## Lista de canciones
| N.º   | Título                     | Duración |  |
| 1.    | «What Goes Boom»           | 3:32     |  |
| 2.    | «Greens and Blues»         | 3:47     |  |
| 3.    | «Indie Cindy»              | 4:41     |  |
| 4.    | «Bagboy»                   | 4:54     |  |
| 5.    | «Magdalena 318»            | 3:25     |  |
| 6.    | «Silver Snail»             | 3:29     |  |
| 7.    | «Blue Eyed Hexe»           | 3:12     |  |
| 8.    | «Ring the Bell»            | 3:35     |  |
| 9.    | «Another Toe in the Ocean» | 3:46     |  |
| 10.   | «Andro Queen»              | 3:24     |  |
| 11.   | «Snakes»                   | 3:46     |  |
| 12.   | «Jaime Bravo»              | 4:24     |  |
| 45:44 |                            |          |  |

| Bonus track del sencillo 7" del Record Store Day |                |          |  |
| N.º                                              | Título         | Duración |  |
| 13.                                              | «Women of War» | 3:48     |  |

## Historial de lanzamientos
| Región        | Fecha               | Edición                                            | Disquera           |
| ------------- | ------------------- | -------------------------------------------------- | ------------------ |
| Internacional | 19 de abril de 2014 | Edición limitada de vinilo por el Record Store Day | Pixies Music, PIAS |
| Japón         | 23 de abril de 2014 | CD, LP, digital, edición de lujo                   | Pixies Music, PIAS |
| Internacional | 28 de abril de 2014 | CD, LP, digital, edición de lujo                   | Pixies Music, PIAS |
| Norteamérica  | 29 de abril de 2014 | CD, LP, digital, edición de lujo                   | Pixies Music, PIAS |

## Créditos y personal

### Pixies
- Black Francis – vocales, guitarra
- David Lovering – batería, coros en «Women of War»
- Joey Santiago – guitarra líder

### Personal adicional
- Ding (Simon “Dingo” Archer) – bajo, excepto en «Women of War»
- Paz Lenchantin – bajo y coros en «Women of War»
- Jeremy Dubs – coros
- Gil Norton – producción
- Vaughan Oliver – arte